# Марсан (коммуна)
Марса́н (фр. Marsan) — коммуна во Франции, находится в регионе Юг — Пиренеи. Департамент — Жер. Входит в состав кантона Жимонт. Округ коммуны — Ош.
Код INSEE коммуны — 32237.

## География
Коммуна расположена приблизительно в 600 км к югу от Парижа, в 60 км западнее Тулузы, в 12 км к востоку от Оша.

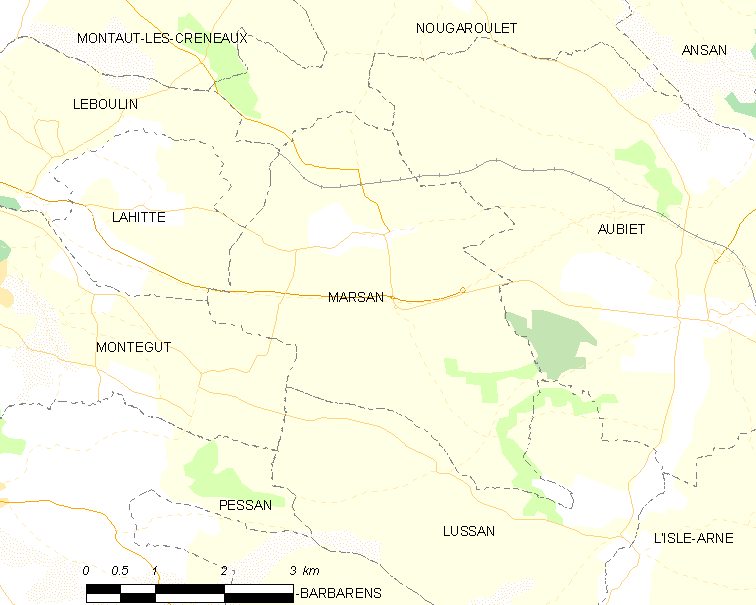
Карта коммуны

## Климат
Климат умеренно-океанический. Лето жаркое и немного дождливое, температура часто превышает 35 °С. Зимой часто бывает отрицательная температура и ночные заморозки. Годовое количество осадков — 700—900 мм.

## Население
Население коммуны на 2010 год составляло 438 человек.
| 1962 | 1968 | 1975 | 1982 | 1990 | 1999 | 2010 |
| ---- | ---- | ---- | ---- | ---- | ---- | ---- |
| 383  | 301  | 307  | 330  | 420  | 430  | 438  |

## Администрация
| Период | Период | Фамилия            | Партия             | Примечания |
| ------ | ------ | ------------------ | ------------------ | ---------- |
| 1953   | 1976   | Пьер де Монтескью  | Радикальная партия |            |
| 1976   | 2020   | Эмери де Монтескью | Радикальная партия |            |

## Экономика
В 2010 году среди 281 человека трудоспособного возраста (15-64 лет) 220 были экономически активными, 61 — неактивными (показатель активности — 78,3 %, в 1999 году было 73,9 %). Из 220 активных жителей работали 205 человек (108 мужчин и 97 женщин), безработных было 15 (10 мужчин и 5 женщин). Среди 61 неактивных 13 человек были учениками или студентами, 28 — пенсионерами, 20 были неактивными по другим причинам.

## Достопримечательности
- Замок Марсан[фр.] (1750 год). Исторический памятник с 1991 года[4]